# Beshārat
Beshārat (persiska: بشارت) är en ort i Iran.   Den ligger i provinsen Khorasan, i den nordöstra delen av landet, 700 km öster om huvudstaden Teheran. Beshārat ligger 793 meter över havet och antalet invånare är 479.
Terrängen runt Beshārat är huvudsakligen kuperad, men norrut är den platt. Runt Beshārat är det ganska glesbefolkat, med 28 invånare per kvadratkilometer. Närmaste större samhälle är Chāpeshlū, 13,5 km nordväst om Beshārat. Omgivningarna runt Beshārat är i huvudsak ett öppet busklandskap.